# Bani Ualide
Bani Ualide (بني وليد) é uma cidade-oásis da Líbia, situada no distrito de Misurata, na região da Tripolitânia. Entre 1983 e 1987, foi capital do distrito de Bani Ualide e entre 1987 e 1995/1997 da municipalidade de Saufajim. Entre 1998 e 2007, voltou a ser capital de Bani Ualide, quando foi transferido ao distrito de Misurata. A cidade é considerada o lar ancestral da tribo dos uarfalas, que era considerada a maior tribo líbia com aproximadamente um milhão de membros.

## História

### Guerra Civil Líbia
Na Guerra Civil, após as forças anti-Gaddafi capturarem Trípoli em agosto e Saba em setembro, Bani Ualide, junto de Sirte, foi um dos últimos fortes mantidos pelas forças lealistas. Lá, foram confrontados pelas forças anti-Gaddafi cercando a cidade e os lealistas defenderam-a por todo setembro e começo de outubro. Suas colinas íngremes ajudaram os defensores a repelirem diversos ataques das tropas do novo regime. Em 17/18 de outubro, as tropas do novo regime comemoraram a tomada da cidade sem a participação da população do lugar. Em 26 de outubro ainda eram registradas trocas de tiros esporádicas e houve relatos de saques por parte de tropas do novo regime.

### Violência pós-guerra civil
Em 22 de janeiro de 2012, cerca de 100-150 combatentes locais atacaram a principal base do Conselho Nacional de Transição em Bani Ualide, matando 8 combatentes do CNT e ferindo ao menos 20 outros. Em 25 de janeiro, o ministro de defesa da Líbia reconheceu o recém-formado conselho tribal local, que derrubou o conselho local da CNT, como nova autoridade de Bani Ualide. Em setembro, uma bem-sucedida e controversa campanha armada para recapturar a cidade foi lançada.

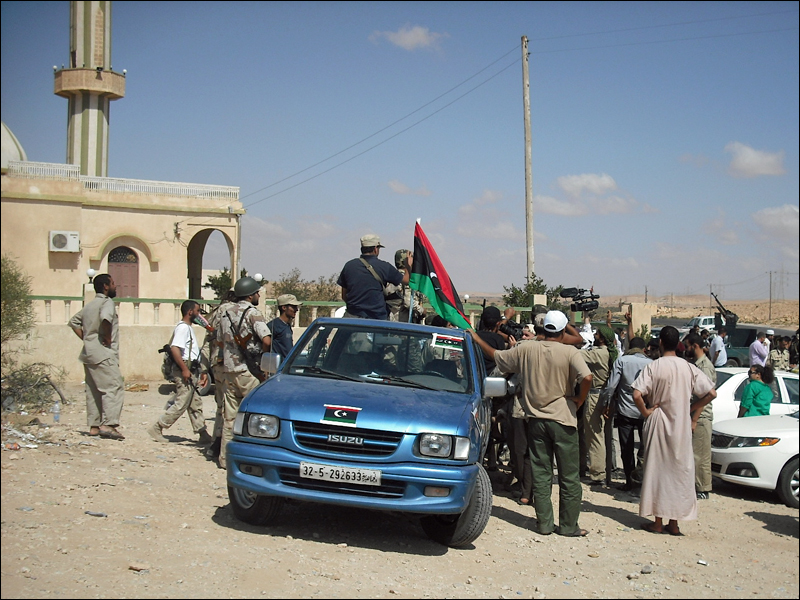
Bani Ualide durante a Guerra Civil Líbia